# Quadreria

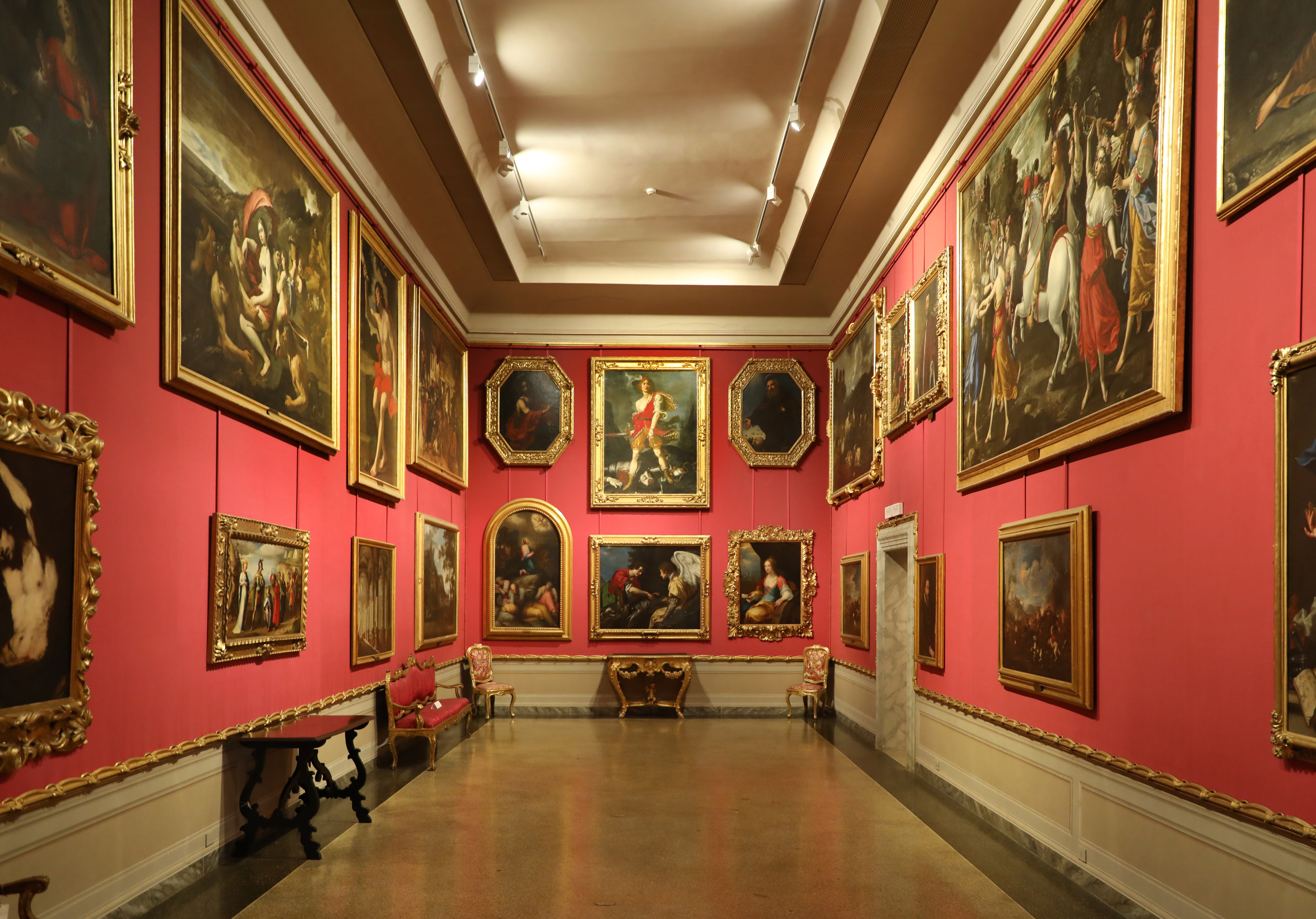
Un allestimento moderno "a quadreria" (Palazzo Mansi, Lucca)

Questo termine seicentesco, veniva usato per definire una collezione di dipinti.
Si trattò delle prime raccolte riunite da privati, nobili o borghesi, nelle quali il dipinto non era più considerato come elemento di arredamento o come oggetto di devozione.
Nelle quadrerie seicentesche, i dipinti che rivestivano le pareti fino al soffitto, non erano disposti secondo criteri cronologici o di scuola, ma accostati secondo le loro dimensioni e i loro effetti d'armonia dell'insieme.